# Liste der Bischöfe von Roskilde
Die folgenden Personen waren Bischöfe von Roskilde (Dänemark):

## Ordinarien

### Katholische Bischöfe
1. ca. 991 – ca. 1020 Godebald
2. ca. 1022–1029/30 Gerbrand
3. ca. 1030–1050 Avaco/Aage
4. ca. 1060–1073/74 Wilhelm
5. 1074–1088 Svend Nordmand
6. 1088–1124 Arnold
7. 1124–1134 Peder
8. 1134–1137 Eskil
9. 1137–1138/39 Ricco/Rike
10. 1139–1158 Asker/Asser
11. 1158–1191 Absalon
12. 1191–1214 Anders Sunesen
13. 1214/15–1224/25 Peder Jakobsen
14. 1225–1249 Niels Stigsen
15. 1249–1254 Jakob Erlandsen
16. 1254–1277 Peder Bang
17. 1278–1280 Stig (Name ist unsicher)
18. 1280–1290 Ingvar (Name ist unsicher)
19. 1290–1300 Johann / Jens Krag
20. 1301–1320 Oluf
21. 1321–1330 Johann / Jens Hind
22. 1330–1344 Johann / Jens Nyborg
23. 1344–1350 Jakob Poulsen
24. 1350–1368 Henrik Gertsen
25. 1368–1395 Niels Jepsen Ulfeldt
26. 1395–1416 Peder Jensen Lodehat
27. 1416–1431 Jens Andersen Lodehat
28. 1431–1448 Jens Pedersen Jernskæg
29. 1449–1461 Oluf Daa
30. 1461–1485 Oluf Mortensen Baden
31. 1485–1500 Niels Skave
32. 1500–1512 Johan Jepsen Ravensberg
33. 1512–1529 Lage Urne
34. 1529–1536 Joachim Rønnow

### Lutherische Bischöfe

#### Bistum Seeland
Von 1536–1923 saßen die Bischöfe in Kopenhagen und führten den Titel „Bischof von Seeland“. Die römisch-katholische Kirche führt das Bistum Roskilde als Titularbistum Roskilde fort.
1. 1537–1560 Peder Palladius
2. 1560–1569 Hans Albertsen
3. 1569–1590 Povl Johan Madsen
4. 1590–1614 Peder Jensen Winstrup
5. 1614–1638 Hans Poulsen Resen
6. 1638–1652 Jesper Rasmussen Brochmand
7. 1652–1653 Hans Hansen Resen
8. 1653–1655 Laurids Scavenius
9. 1655–1668 Hans Svane
10. 1668–1675 Hans Wandal
11. 1675–1693 Hans Bagger
12. 1693–1710 Henrik Bornemann
13. 1710–1737 Christian Villem Worm
14. 1737–1757 Peder Hersleb
15. 1757–1783 Ludvig Harboe
16. 1783–1808 Nicolai Edinger Balle
17. 1808–1830 Friedrich Münter
18. 1830–1834 Peter Erasmus Müller
19. 1834–1854 Jacob Peter Mynster
20. 1854–1884 Hans Lassen Martensen
21. 1884–1895 Bruun Juul Fog
22. 1895–1909 Thomas Skat Rørdam
23. 1909–1911 Peter Madsen
24. 1911–1922 Harald Ostenfeld

#### Bistum Roskilde II
1922 wurde das Bistum Seeland geteilt in das Bistum Kopenhagen mit Sitz ebenda und das neue Bistum Roskilde, dessen geistliche Leiter führen seither den Titel Bischof von Roskilde.
1. 1923–1934 Henry Fonnesbech-Wulff
2. 1935–1953 Axel Rosendal
3. 1953–1969 Gudmund Schiøler
4. 1969–1980 Hans Kvist
5. 1980–1997 Bertil Wiberg
6. 1997–2008 Jan Holger Lindhardt
7. 2008–2022 Peter Fischer-Møller
8. seit 2022 Ulla Thorbjørn Hansen